# ژاندارک (مجسمه)
ژاندارک  (فرانسوی   Jeanne  d'Arc، انگلیسی Joan d'Arc) یا ژان‌دارک قهرمان ملی فرانسه در جنگ صدساله بر ضد انگلستان رهبری فرانسوی‌ها را برعهده داشت و سرانجام توسط بورگینیون‌ها اسیر و در دادگاه به جرم کفر و الحاد محاکمه و در تاریخ ۳۰ مه ۱۴۳۱ در میدان ویو مارشه شهر روآن سوزانده شد. سال‌ها بعد او از طرف کلیسای کاتولیک بیگناه و به عنوان قدیس شناخته شد.
برای یادبود ژاندارک، تندیس‌هایی بدست هنرمندان چیره‌دست ساخته شده است و در برخی شهرهای جهان در میادین، ساختمان‌های دولتی یا در موزه‌ها نصب گردیده است. یکی از این تندیس‌ها، مجسمه سوار بر اسب ژاندارک در پاریس است که توسط امانوئل فرمیت (Emmanuel Frémiet) مجسمه‌ساز فرانسوی در سال ۱۸۷۴ طراحی و ساخته شد و امروزه در محل میدان  پیرامید (Place des Pyramides) قرار دارد.

## نگارخانه

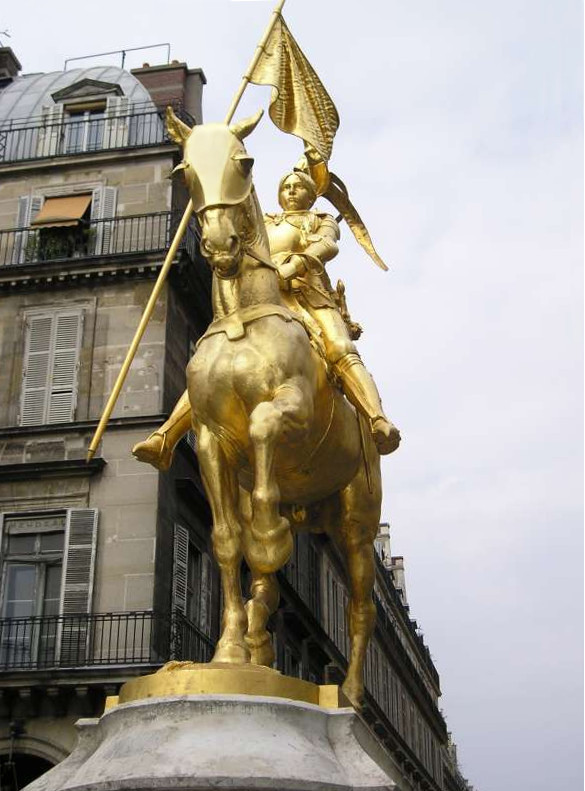
پاریس، فرانسه
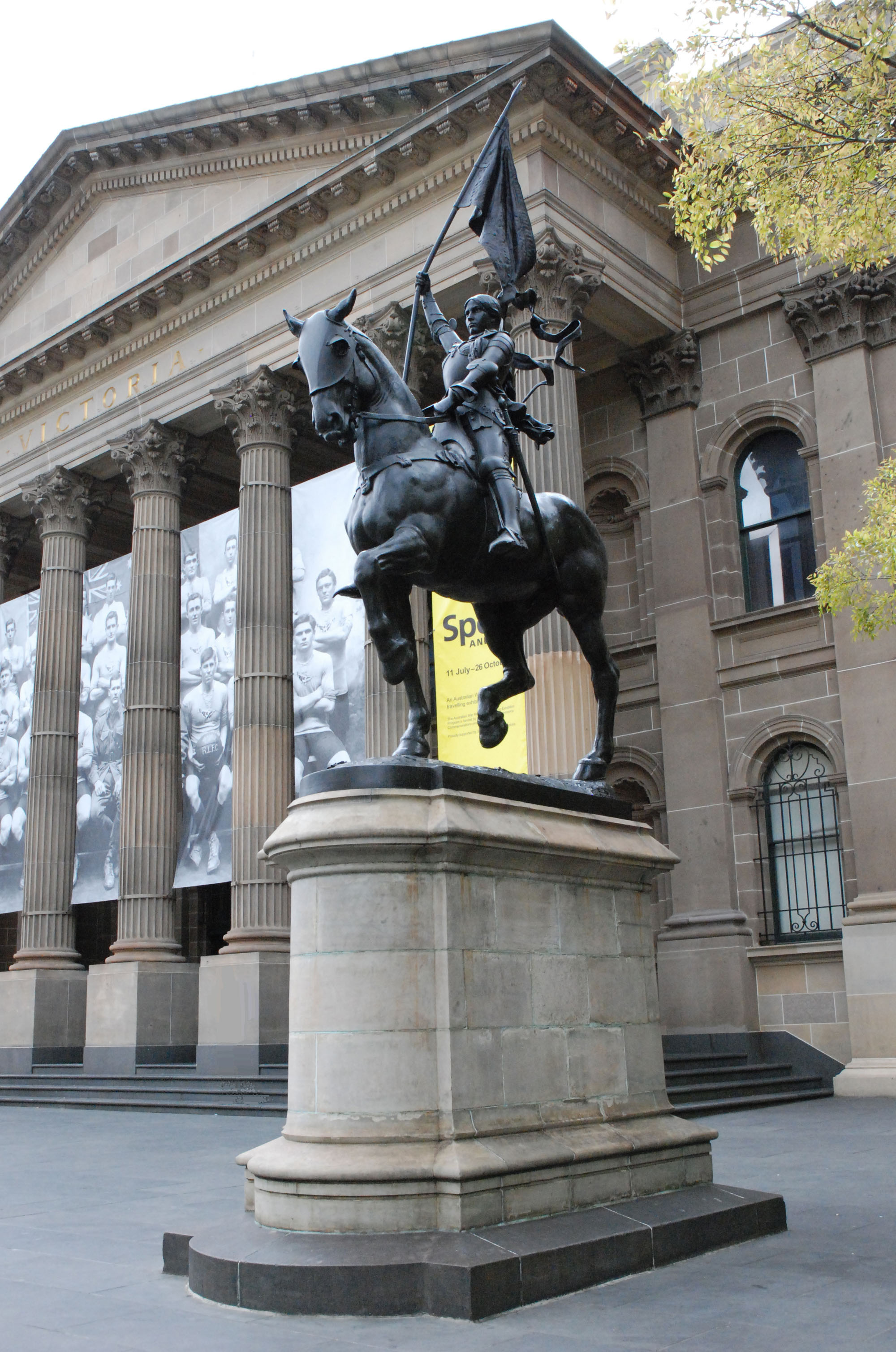
ملبورن، استرالیا
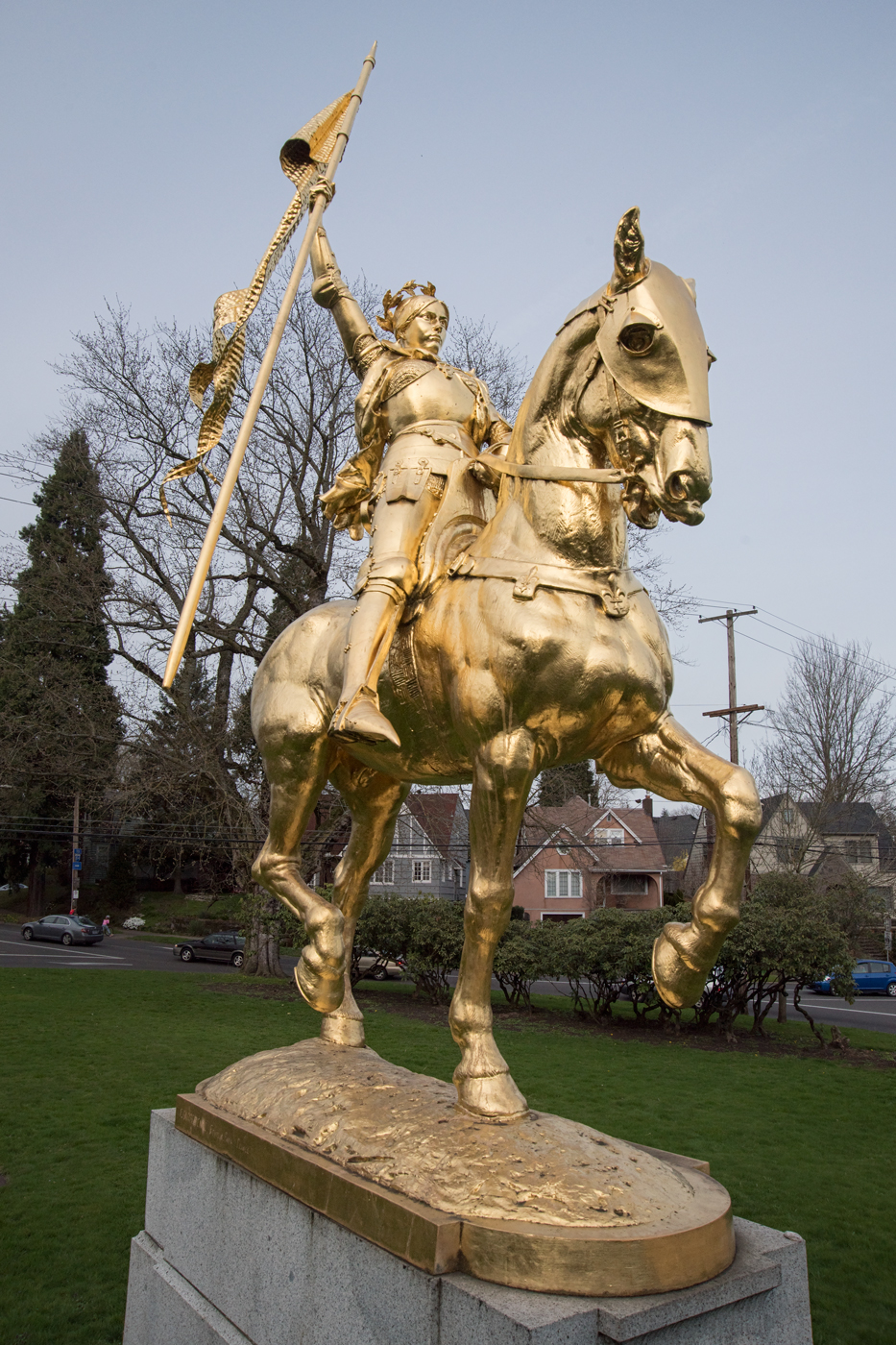
پورتلند، اورگن، ایالات متحده
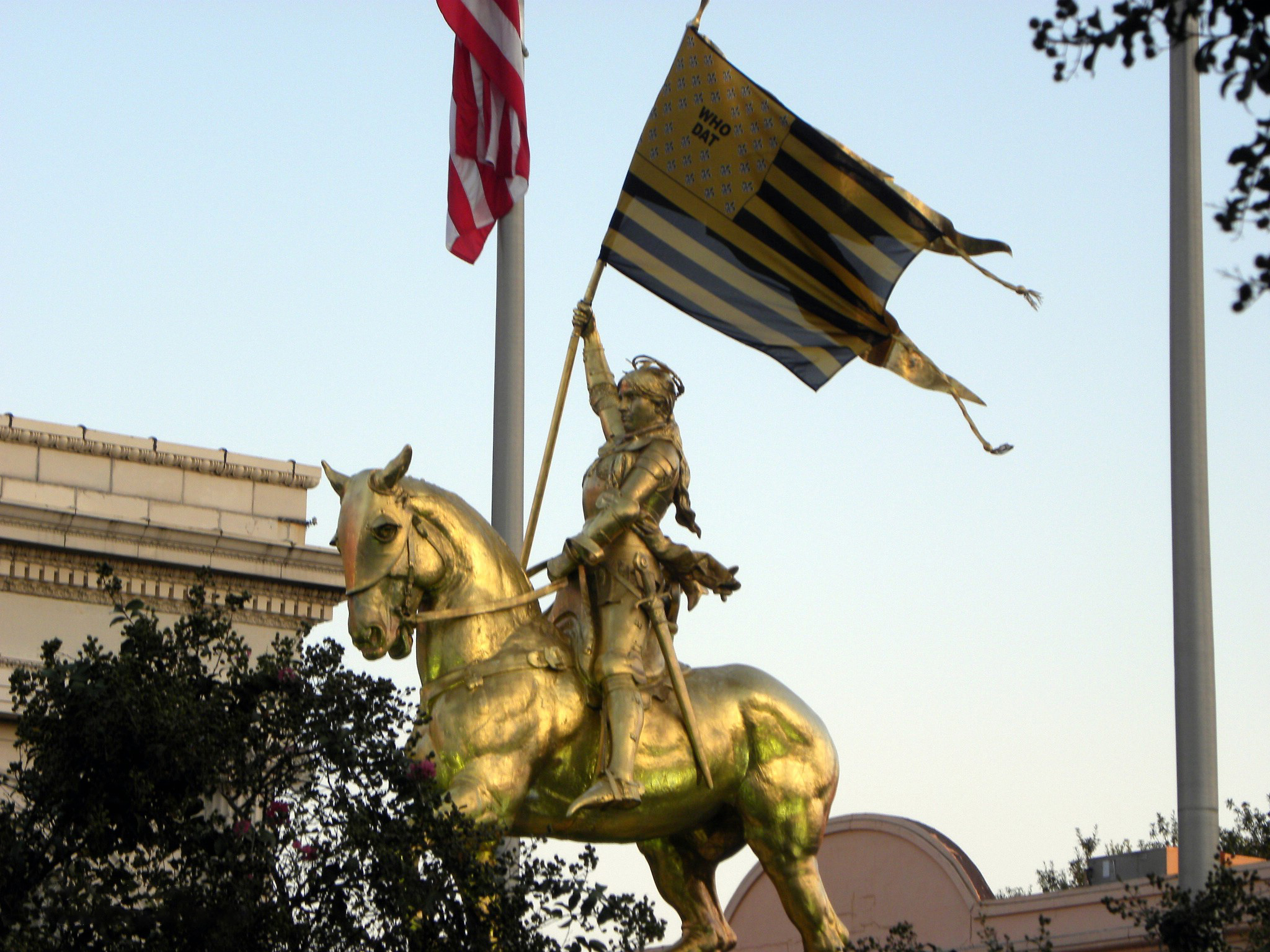
نیو اورلئان، لوئیزیانا، ایالات متحده
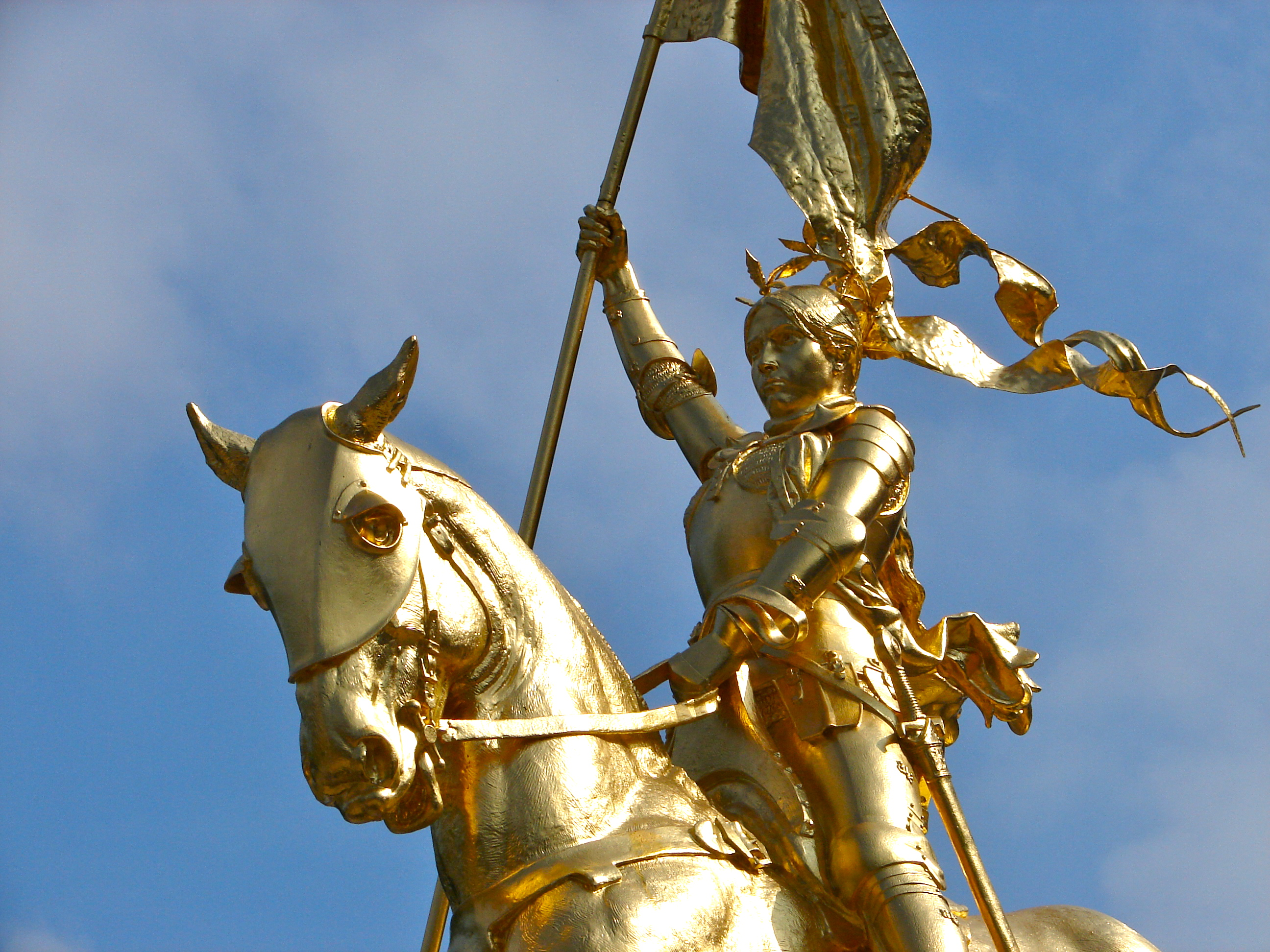
فیلادلفیا، پنسیلوانیا، ایالات متحده
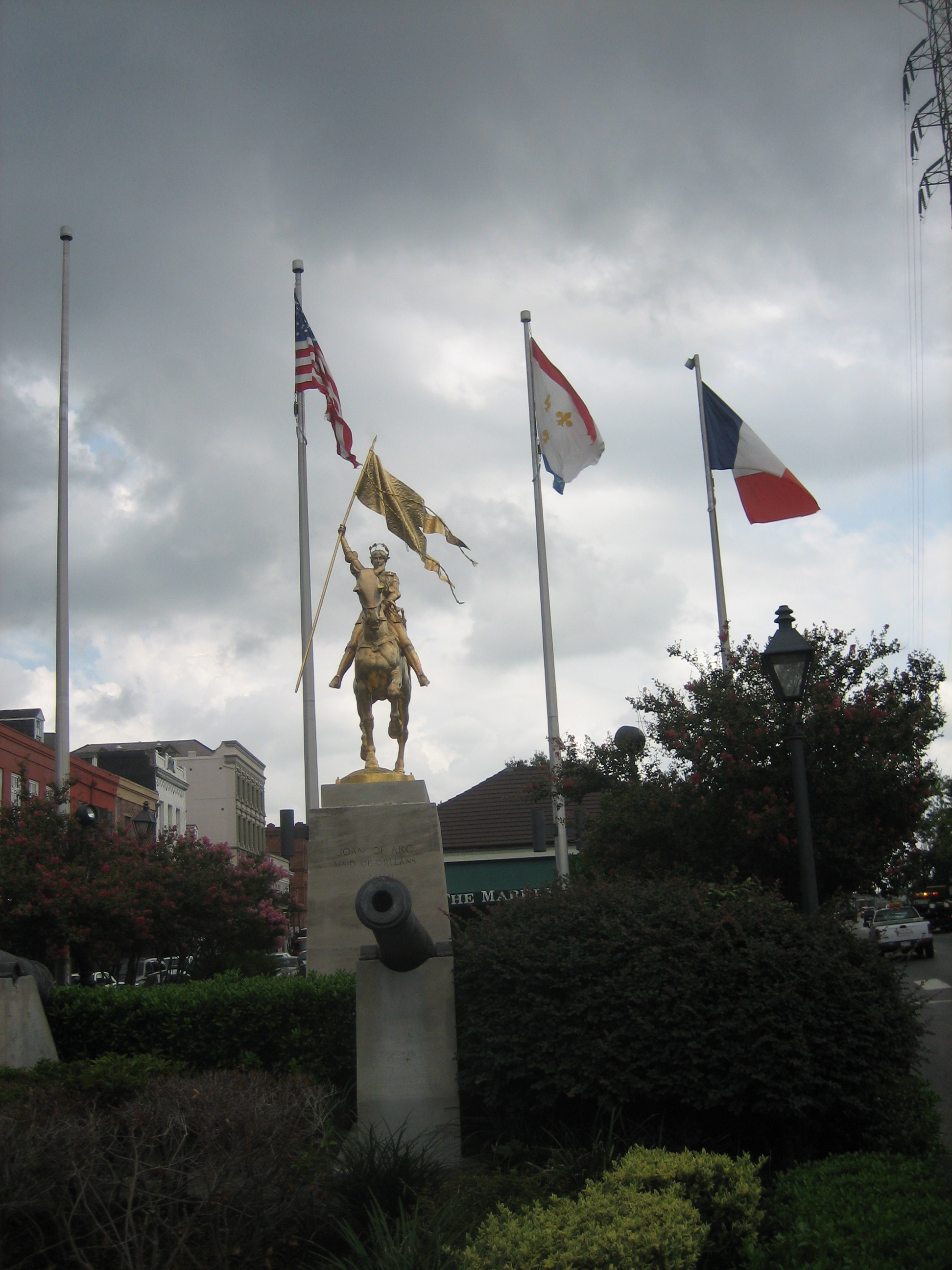
نیواورلان